# OK Liga Femenina 2017-18

La temporada 2017-18 de la OK Liga Femenina de hockey patines es la 10.ª edición de esta competición.

## Equipos participantes
- Hostelcur Gijón HC
- CP Voltregà
- CP Vilanova
- Generali HC Palau de Plegamans
- Reus Deportiu
- CP Manlleu
- CH Cerdanyola
- CHP Bigues i Riells
- Sferic Terrassa
- CP Vila-sana
- Citylift Girona CH
- HC Liceo
- CP Alcorcón
- CP Las Rozas

Fuente:Federación Española de Patinaje

## Clasificación
|    | Equipo                         | PJ | G  | E | P  | GF  | GC | PTS |
| -- | ------------------------------ | -- | -- | - | -- | --- | -- | --- |
| 1  | Hostelcur Gijón HC             | 26 | 20 | 3 | 3  | 129 | 41 | 63  |
| 2  | CP Manlleu                     | 26 | 19 | 2 | 5  | 94  | 51 | 59  |
| 3  | CP Voltregà                    | 26 | 19 | 1 | 6  | 87  | 52 | 58  |
| 4  | Generali HC Palau de Plegamans | 26 | 16 | 5 | 5  | 85  | 44 | 53  |
| 5  | CP Vilanova                    | 26 | 13 | 3 | 10 | 70  | 65 | 42  |
| 6  | CH Cerdanyola                  | 26 | 11 | 5 | 10 | 91  | 94 | 38  |
| 7  | CP Las Rozas                   | 26 | 11 | 5 | 10 | 55  | 65 | 38  |
| 8  | CP Vila-sana                   | 26 | 11 | 4 | 11 | 62  | 69 | 37  |
| 9  | CP Alcorcón                    | 26 | 10 | 3 | 13 | 66  | 90 | 33  |
| 10 | CHP Bigues i Riells            | 26 | 10 | 2 | 14 | 72  | 90 | 32  |
| 11 | Citylift Girona CH             | 26 | 8  | 3 | 15 | 75  | 91 | 27  |
| 12 | HC Liceo                       | 26 | 7  | 2 | 17 | 41  | 77 | 23  |
| 13 | Reus Deportiu                  | 26 | 4  | 1 | 21 | 40  | 90 | 13  |
| 14 | Sferic Terrassa                | 26 | 3  | 1 | 22 | 48  | 96 | 10  |

Fuente:Federación Española de Patinaje
|  | Campeón de liga y acceso a Copa de Europa |
|  | Acceso a Copa de Europa                   |
|  | Descenso                                  |